# Tallero dell'Hannover

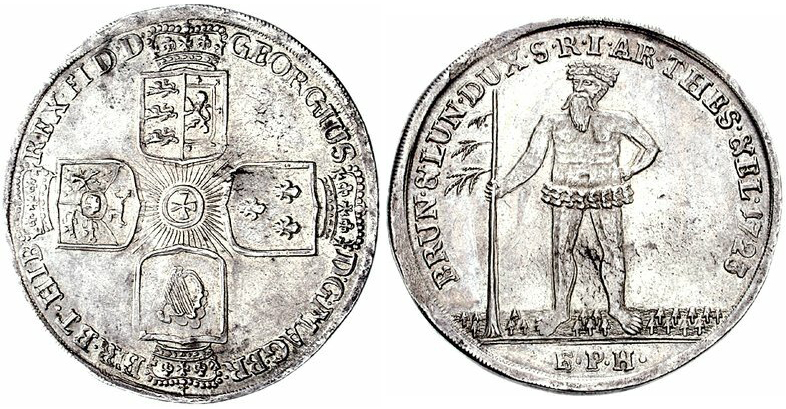
Giorgio I, elettore di Hannover
Tallero 1723.
BRUN • & LUN • DUX • S • R • I • AR • THES • & EL • 1723, selvaggio in piedi, E.P.H. in esergo
REX • FID • D • GEORGIUS D • G • MAG • BR • FR • ET • HIB •, stemmi in posizione di croce.

Il tallero fu la moneta dell'elettorato e poi Regno di Hannover fino al 1857. Fino al 1834 era uguale a tre quarti di Conventionsthaler ed era suddiviso in 36 Mariengroschen, ognuno di 8 Pfennig.
Tra il 1807 ed il 1813, il tallero della Vestfalia (uguale al tallero di Hannover) ed il franco della Vestfalia circolarono nello stato di Hannover.
Nel 1834 il tallero subì una leggera diminuzione del contenuto in argento per renderlo uguale al tallero prussiano. Il tallero fu sostituito alla pari nel 1857 dal Vereinsthaler di Hannover.

## Vereinstaler
Il Vereinsthaler fu la moneta del Regno di Hannover tra il 1857 ed il 1866, in sostituzione del tallero precedente, che sostituì alla pari. Fu a sua volta sostituito dal Vereinsthaler prussiano  quando il regno fu annesso alla Prussia. Il Vereinsthaler era suddiviso in 30 Groschen, ognuno di 12 Pfennig.